# Silvia Araco
Silvia Araco (ur. 12 sierpnia 1989 w Hiszpanii) – hiszpańska siatkarka, reprezentantka kraju, grająca jako rozgrywająca. Obecnie występuje w drużynie Club Voleibol Haro.